# Knut Osmund
Knut Elof Osmund, född 12 januari 1928 i Torsåker, död 20 januari 1998 i Torsåker, var en svensk officer i Flygvapnet.

## Biografi
Osmund blev fänrik i Flygvapnet 1953. Han befordrades till löjtnant i Flygvapnet 1955, till kapten 1962, till major 1967, till överstelöjtnant 1972 och till överste 1980.
Osmund inledde sin militära karriär i Flygvapnet vid Hälsinge flygflottilj (F 15), där han tjänstgjorde åren 1953–1962 och 1967–1972. Åren 1963–1966 tjänstgjorde han vid Fjärde flygeskadern (E 4). 1972 påbörjade han tjänstgöring vid Västmanlands flygflottilj. Åren 1977–1980 var han stabschef, och 1980–1981 var han ställföreträdande sektorflottiljchef och tillika flottiljchef för Västmanlands flygflottilj (F 1/Se O5). Åren 1981–1988 var han chef för Redovisningsavdelning Bergslagen (RAB). Osmund lämnade försvaret och Flygvapnet 1988. Han är begravd på Torsåkers kyrkogård.